# چکانتس
چکانتس (به بلغاری: Chekanets) یک منطقهٔ مسکونی در بلغارستان است که در شهرستان نوستینو واقع شده‌است.